# Trần Đình Đàn
Trần Đình Đàn (sinh ngày 8 tháng 1 năm 1951 -) là Tiến sĩ Kinh tế, đại biểu Quốc hội, Chủ nhiệm Văn phòng Quốc hội Việt Nam khóa XII, Ủy viên Ban Chấp hành Trung ương Đảng Cộng sản Việt Nam khoá X, nguyên Bí thư Tỉnh ủy Hà Tĩnh.
Ông sinh tại xã Ích Hậu, huyện Lộc Hà, tỉnh Hà Tĩnh. Cha ông là Trần Quốc Thại nguyên Phó Bí thư Tỉnh ủy- Chủ tịch HĐND tỉnh Nghệ Tĩnh, nguyên Bí thư Tỉnh ủy tỉnh Hà Tĩnh- Chủ tịch HĐND tỉnh Hà Tĩnh và nguyên trưởng đoàn Đại biểu Quốc hội tỉnh Hà Tĩnh.  Trước khi bước vào con đường chính trị, ông là giáo viên phổ thông, tốt nghiệp đại học tại Đại học Vinh và tiến sĩ tại Học viện Chính trị Quốc gia Hồ Chí Minh, học Thạc sĩ quản lý hành chính tại Viện quản lý châu Á (AIM). Ông từng đảm nhiệm các chức vụ: Bí thư tỉnh đoàn Hà Tĩnh, Phó Chủ tịch rồi Chủ tịch Ủy ban nhân dân tỉnh Hà Tĩnh, Bí thư tỉnh ủy Hà Tĩnh. Tại Đại hội Đại biểu toàn quốc Đảng Cộng sản Việt Nam lần thứ X diễn ra tại Hà Nội năm 2006, ông được bầu làm Ủy viên Ban Chấp hành Trung ương. Năm 2007, ông được bầu làm Đại biểu quốc hội Việt Nam, Trưởng đoàn Đại biểu Quốc hội tỉnh Hà Tĩnh, Chủ nhiệm Văn phòng Quốc hội, Trưởng đoàn Thư ký kỳ họp Quốc hội.